# سوزان كين
سوزان كين (بالإنجليزية: Susan Cain)‏ هي محامية وكاتِبة أمريكية، ولدت في 1 مايو 1968. ومؤلفة كتاب ل «الهدوء: قوة الانطوائيين في عالم لا يمكنه التوقف عن الحديث» عام 2012، والذي يجادل بأن الثقافة الغربية الحديثة تسيء فهم وتقليل سمات وقدرات الأشخاص الانطوائيين. في عام 2015، شاركت في تأسيس Quiet Revolution، وهي شركة قائمة على الرسالة مع مبادرات في مجالات الأطفال (الأبوة والأمومة والتعليم)، وأسلوب الحياة، ومكان العمل. كتابها الثاني لعام 2016 كان بعنوان «قوة الهدوء: القوة السرية للانطوائيين»، يركز على الأطفال والمراهقين الانطوائين، كما يتم توجيه الكتاب أيضًا إلى معلميهم وأولياء أمورهم.

## وصلات خارجية
- الموقع الرسمي
- سوزان كين على موقع ميوزك برينز (الإنجليزية)